# Chigi

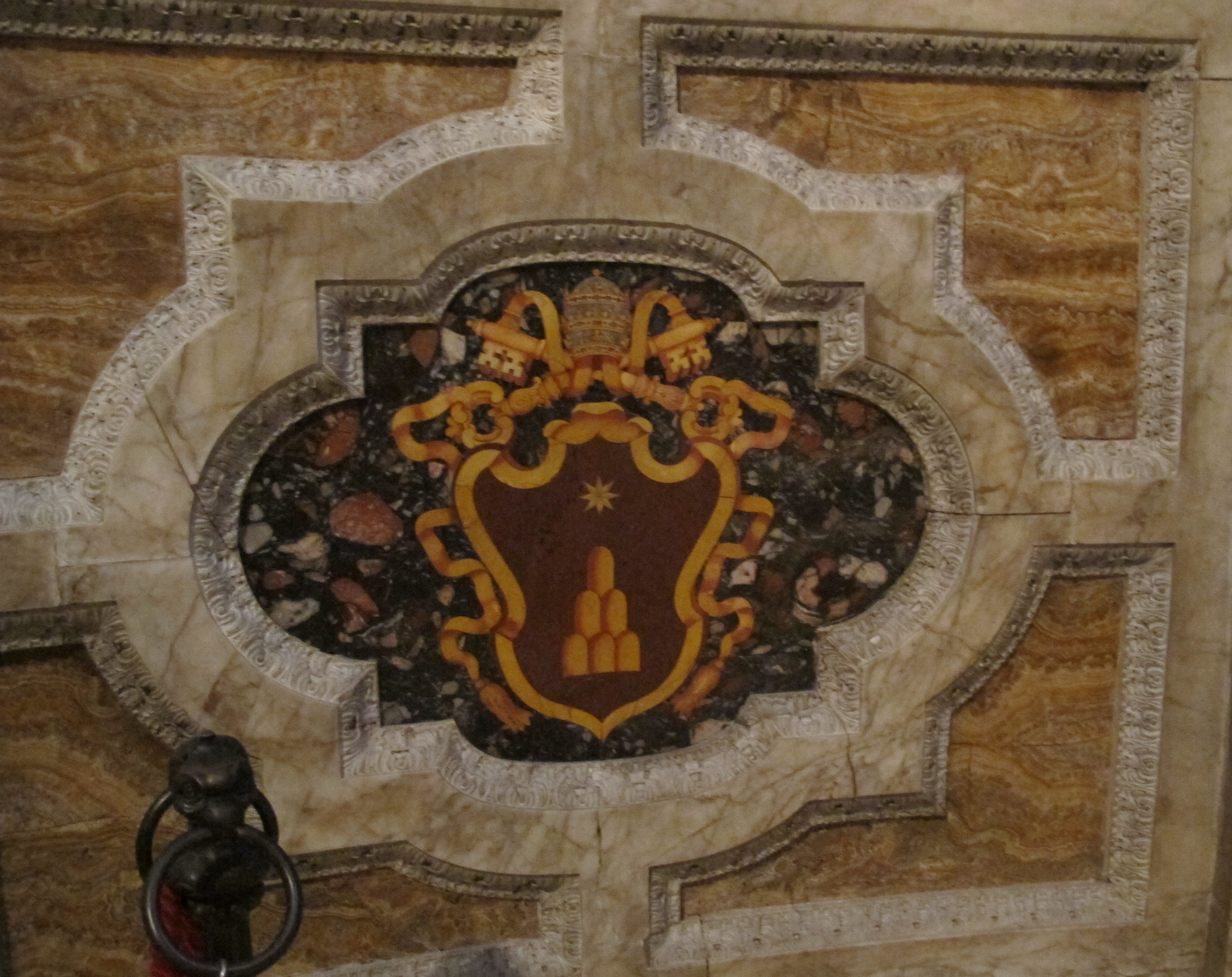
Stemma papale di Casa Chigi nella Cappella di San Giovanni Battista, Siena

La famiglia Chigi è un'importante famiglia principesca di origine senese, fra cui si annoverano diversi papi e cardinali, e in particolare papa Alessandro VII.

## Storia

### Origini
Originaria di Siena (possedeva nel senese il castello di Macereto), discendente da un ramo collaterale dei conti Ardengheschi, era in origine una famiglia di banchieri, divenuta nobile alla fine del Trecento.
Diede alla Chiesa un beato, Giovanni da Lecceto (1300-1363), eremitano, ricordato per aver soccorso i bisognosi nel corso della celeberrima epidemia di peste del 1348 ricordata anche da Boccaccio nel Decamerone, e la beata Angela, pure eremitana (secolo XIV). Divennero preminenti in Siena con Mariano (1439-1504), famoso banchiere, che ricostruì il palazzo della famiglia e Sigismondo (1479-1525), che fece costruire la Villa delle Volte e decorare il Palazzo Chigi di Siena.

### Ascesa

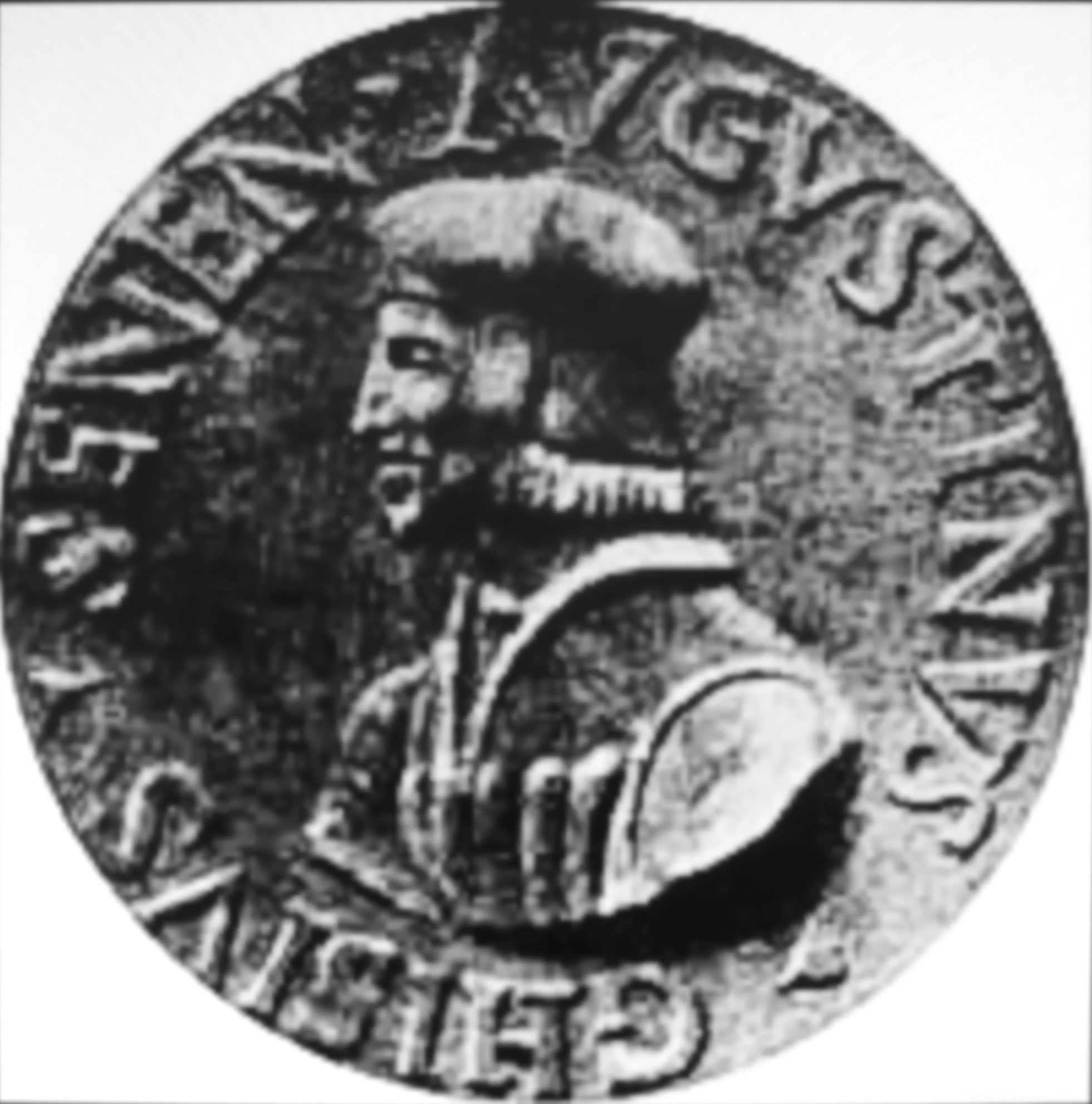
L'effigie di Agostino Chigi su una moneta

Uno dei più celebri personaggi della famiglia Chigi fu Agostino, detto il Magnifico (1465-1520), nato a Siena e vissuto al tempo di papa Leone X, banchiere della corte romana e generoso mecenate, amico di Pietro Bembo, di Paolo Giovio e di Pietro Aretino.

### Alessandro VII papa

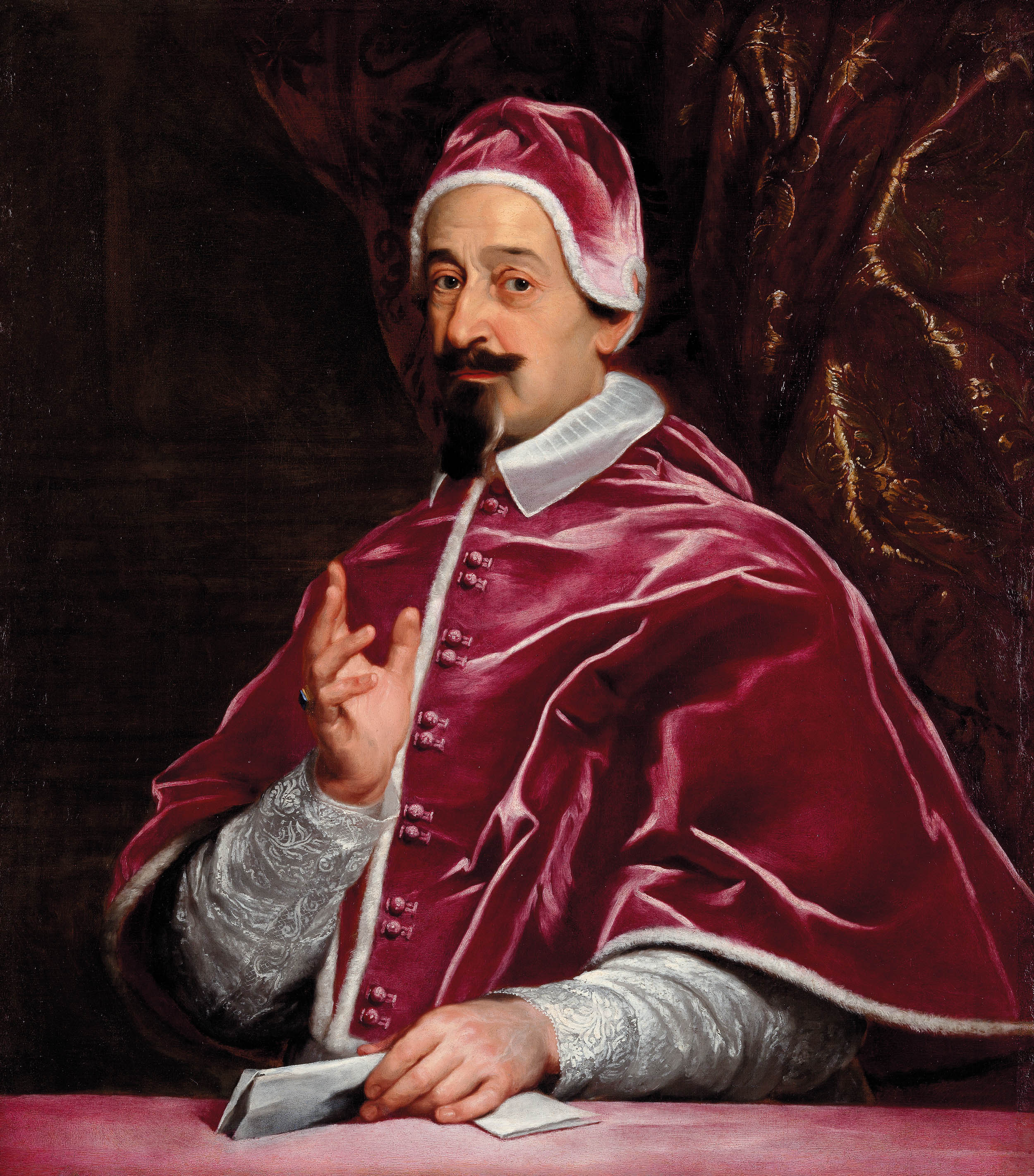
Ritratto di papa Alessandro VII Chigi di Giovan Battista Gaulli.

La famiglia raggiunse l'apice della importanza storica con l'elezione a pontefice del cardinale Fabio Chigi col nome di Alessandro VII (1655-1667), che ebbe due nipoti cardinali: Flavio I (1631-1693), principale artefice delle collezioni artistiche di famiglia, e Sigismondo (1649-1678); l'altro nipote Agostino (1634-1705) sposò Maria Virginia Borghese, nipote di papa Paolo V.

### Principi di Farnese

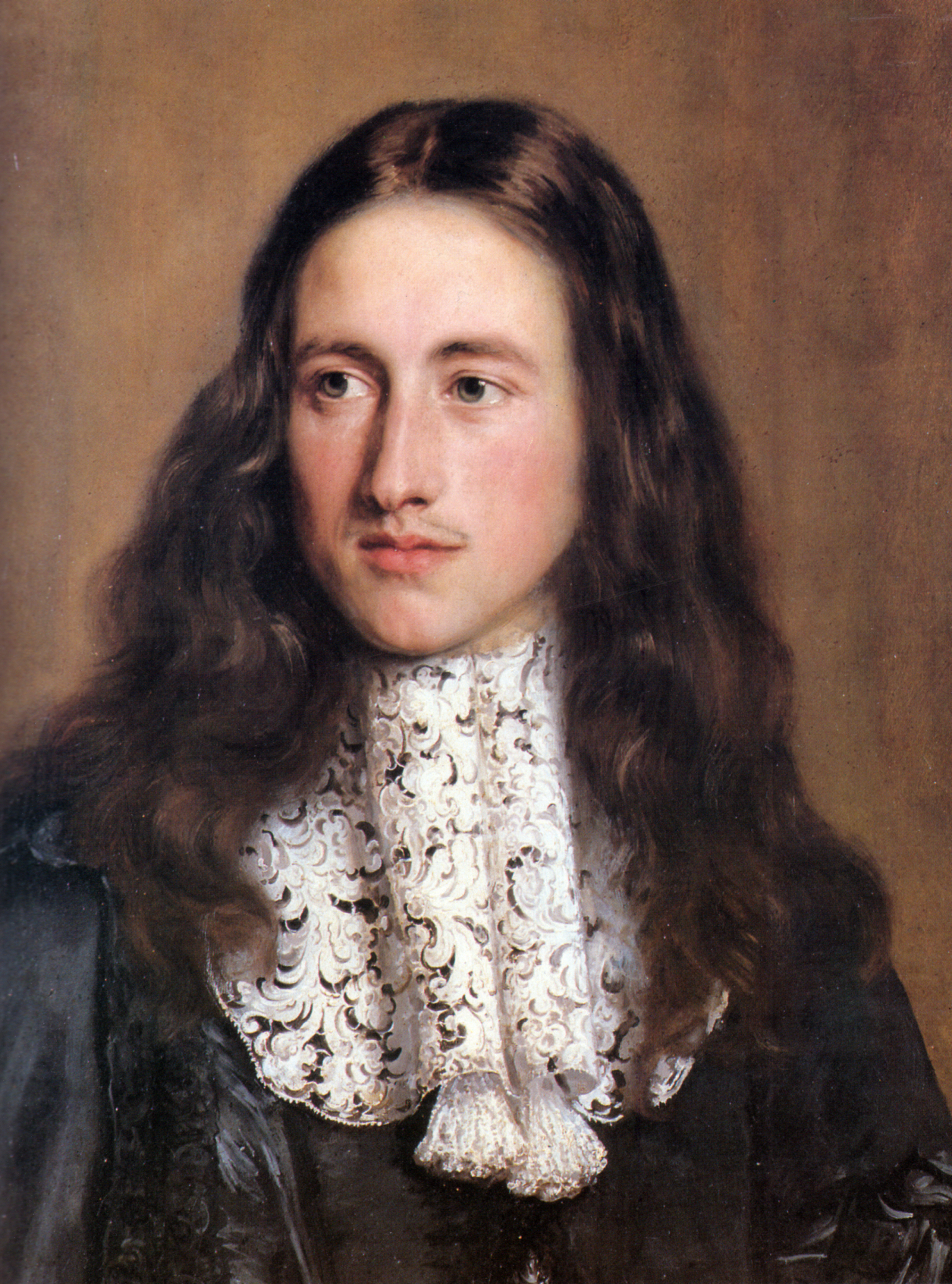
Agostino Chigi, I principe di Farnese ritratto da Jacob Ferdinand Voet nel 1670 circa

A partire dalla seconda metà del Seicento si formò il grande patrimonio immobiliare dei Chigi fino a divenire nella metà dell'Ottocento tra i cinque maggiori proprietari terrieri dello Stato Pontificio. Nel 1658, a causa dei forti debiti contratti dalla famiglia Farnese per mantenere lo sfarzo della corte di Parma, Ranuccio II Farnese decise di vendere il principato di Farnese (presso Viterbo) con l'annesso titolo di Principe alla famiglia Chigi i quali, data la loro posizione di grande ricchezza, necessitavano ora solo di un degno titolo nobiliare per poter emergere in società: fu così che Agostino Chigi divenne I Principe di Farnese. Dopo pochi anni, nel 1662 Flavio Chigi acquista dagli Orsini di Bracciano oberati di debiti il principato di Campagnano.

### XVIII secolo

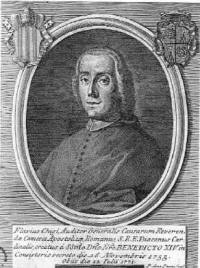
Ritratto del cardinale Flavio Chigi

Nel Settecento i Chigi ebbero un altro cardinale nella figura di Flavio II (1711-1771), filogesuita e papabile al conclave di Clemente XIV. Grande personalità fu nel XVIII secolo quella di Sigismondo Chigi (1735-1793), intellettuale di cultura illuminista e filofrancese.

### XIX secolo
Nell'Ottocento un importante matrimonio ha messo in contatto i Chigi con la grande aristocrazia europea, quando Mario Chigi (1832-1914) sposò la principessa Antonietta Sayn Wittgenstein (1839-1918), nipote del celebre generale tedesco Peter Wittgenstein, che fermò Napoleone a San Pietroburgo, e figlia della bellissima Leonilla Bariatinsky (1816-1918), appartenente ad una delle più importanti famiglie russe (la nonna era cugina carnale dello zar Paolo I di Russia), oltre ad essere membro di una famiglia mediatizzata (ex sovrana).
Nel 1852, per l'estinzione della famiglia dei Principi Albani di Roma, a cui erano imparentati per un matrimonio avvenuto nel 1735, ne ereditano i titoli e parte dei beni (e aggiungono al proprio il loro cognome).
Sempre nel XIX secolo i Chigi ebbero l'ultimo cardinale: Flavio III (1810-1885), già Nunzio Apostolico a Parigi.

## Chigi di Siena e gli altri rami familiari

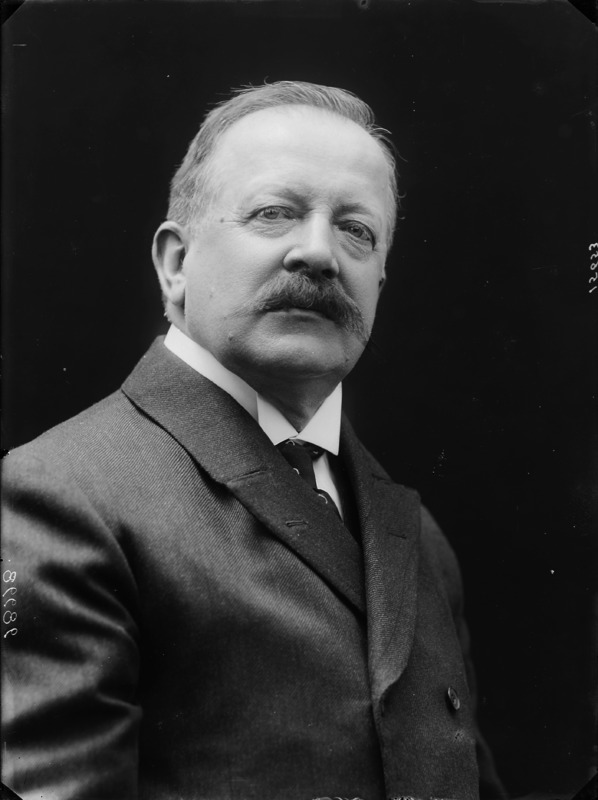
Fabio Chigi Saracini Lucarini fotografato da Mario Nunes Vais

Da Benedetto Chigi, vissuto nel secolo XV, discese il ramo dei Chigi di Siena, i cui rappresentanti più notevoli furono il musicista e uomo politico Scipione (1584-1633) e Carlo Corradino (1802-1881), ufficiale della marina sarda, poi governatore dell'Elba per conto del granduca di Toscana (1840-46), combattente di Curtatone nel 1848 e senatore del regno d'Italia dal 1860. A incominciare dal figlio Fabio Chigi (1849-1906) il ramo assunse il nome di Chigi-Saracini-Lucarini. Dal cardinale Flavio Chigi, nipote di Alessandro VII, che lasciò i suoi beni e titoli al nipote Bonaventura (1693), derivò il ramo dei Chigi-Zondadari di Siena; da Francesco Chigi, fratello di Agostino il Magnifico, discesero infine i Chigi Montoro di Viterbo.
A Roma l'ultimo Principe era Don Agostino Chigi Albani della Rovere (1929 - 2002), storico dell'arte, mecenate di artisti italiani filantropo, che ha ceduto al comune di Ariccia il Palazzo Chigi, con annesso parco e beni immobili di famiglia, il 29 dicembre 1988.
Attualmente la famiglia Chigi è rappresentata dal principe Mario Chigi (1929), figlio di Francesco, che risiede nella villa di Castel Fusano, e dal figlio, il duca Flavio Chigi (1975). La tenuta di Castel Fusano fu rimodernata nel seicento da Pietro da Cortona che ne curò anche la decorazione interna assieme ai suoi allievi.
Da loro prende il nome Palazzo Chigi, edificio storico di Roma e sede del Governo della Repubblica Italiana, acquistato dagli Aldobrandini nel 1659. Dal 1712 (pontificato di Clemente XI) al 1966 (pontificato di Paolo VI) il primogenito della famiglia Chigi di Ariccia ha rivestito la dignità ereditaria di maresciallo di Santa Romana Chiesa e custode perpetuo del Conclave. Ultimo Maresciallo fu don Sigismondo Chigi (1894 - 1982), che ha sposato l'americana Marian Berry (1901 - 1989)

## Albero genealogico
|                                        |                                        |                                                                           |                                                                           |                                                       |                                                                                |                                                                                                |                                                                                                |                                           |                                       |                                                                   |                                                                   |                                                                               |                                                                               |                      |                      |                    |                    |
|                                        |                                        | Agostino XV secolo                                                        |                                                                           |                                                       |                                                                                |                                                                                                |                                                                                                |                                           |                                       |                                                                   |                                                                   |                                                                               |                                                                               |                      |                      |                    |                    |
|                                        |                                        |                                                                           |                                                                           |                                                       |                                                                                |                                                                                                |                                                                                                |                                           |                                       |                                                                   |                                                                   |                                                                               |                                                                               |                      |                      |                    |                    |
|                                        |                                        |                                                                           |                                                                           |                                                       |                                                                                |                                                                                                |                                                                                                |                                           |                                       |                                                                   |                                                                   |                                                                               |                                                                               |                      |                      |                    |                    |
|                                        | Benedetto                              | Benedetto                                                                 |                                                                           | Mariano *1439 †1504 Margherita Baldi                  | Mariano *1439 †1504 Margherita Baldi                                           |                                                                                                |                                                                                                |                                           |                                       |                                                                   |                                                                   |                                                                               |                                                                               |                      |                      |                    |                    |
|                                        |                                        |                                                                           |                                                                           |                                                       |                                                                                |                                                                                                |                                                                                                |                                           |                                       |                                                                   |                                                                   |                                                                               |                                                                               |                      |                      |                    |                    |
|                                        |                                        |                                                                           |                                                                           |                                                       |                                                                                |                                                                                                |                                                                                                |                                           |                                       |                                                                   |                                                                   |                                                                               |                                                                               |                      |                      |                    |                    |
|                                        | · Linea di Siena                       | · Linea di Siena                                                          | Agostino *1465 †1520 Il Magnifico Francesca Ordeaschi                     | Agostino *1465 †1520 Il Magnifico Francesca Ordeaschi | Sigismondo *1479 †1525 Sulpizia Petrucci                                       | Sigismondo *1479 †1525 Sulpizia Petrucci                                                       |                                                                                                |                                           |                                       |                                                                   |                                                                   |                                                                               |                                                                               |                      |                      |                    |                    |
|                                        |                                        |                                                                           |                                                                           |                                                       |                                                                                |                                                                                                |                                                                                                |                                           |                                       |                                                                   |                                                                   |                                                                               |                                                                               |                      |                      |                    |                    |
|                                        |                                        |                                                                           |                                                                           |                                                       |                                                                                |                                                                                                |                                                                                                |                                           |                                       |                                                                   |                                                                   |                                                                               |                                                                               |                      |                      |                    |                    |
|                                        |                                        |                                                                           |                                                                           |                                                       | Mario *1511 †1564 3 mogli                                                      |                                                                                                |                                                                                                |                                           |                                       |                                                                   |                                                                   |                                                                               |                                                                               |                      |                      |                    |                    |
|                                        |                                        |                                                                           |                                                                           |                                                       |                                                                                |                                                                                                |                                                                                                |                                           |                                       |                                                                   |                                                                   |                                                                               |                                                                               |                      |                      |                    |                    |
|                                        |                                        |                                                                           |                                                                           |                                                       |                                                                                |                                                                                                |                                                                                                |                                           |                                       |                                                                   |                                                                   |                                                                               |                                                                               |                      |                      |                    |                    |
|                                        |                                        |                                                                           |                                                                           |                                                       | Flavio *1548 †1615 Laura Marsili                                               |                                                                                                |                                                                                                |                                           |                                       |                                                                   |                                                                   |                                                                               |                                                                               |                      |                      |                    |                    |
|                                        |                                        |                                                                           |                                                                           |                                                       |                                                                                |                                                                                                |                                                                                                |                                           |                                       |                                                                   |                                                                   |                                                                               |                                                                               |                      |                      |                    |                    |
|                                        |                                        |                                                                           |                                                                           |                                                       |                                                                                |                                                                                                |                                                                                                |                                           |                                       |                                                                   |                                                                   |                                                                               |                                                                               |                      |                      |                    |                    |
|                                        |                                        | Mario *1594 †1667 Beatrice della Ciaia                                    | Mario *1594 †1667 Beatrice della Ciaia                                    |                                                       |                                                                                | Augusto *1595 †1661 1. Olimpia della Ciaia 2. Francesca Piccolomini                            | Augusto *1595 †1661 1. Olimpia della Ciaia 2. Francesca Piccolomini                            | Fabio *1599 †1667 papa Alessandro VII     | Fabio *1599 †1667 papa Alessandro VII |                                                                   |                                                                   |                                                                               |                                                                               |                      |                      |                    |                    |
|                                        |                                        |                                                                           |                                                                           |                                                       |                                                                                |                                                                                                |                                                                                                |                                           |                                       |                                                                   |                                                                   |                                                                               |                                                                               |                      |                      |                    |                    |
|                                        |                                        |                                                                           |                                                                           |                                                       |                                                                                |                                                                                                |                                                                                                |                                           |                                       |                                                                   |                                                                   |                                                                               |                                                                               |                      |                      |                    |                    |
|                                        | Agnese *1629 †? Ansano Zondadari       | Agnese *1629 †? Ansano Zondadari                                          | Flavio *1631 †1693 cardinale                                              | Flavio *1631 †1693 cardinale                          | 1.Agostino, I principe di Farnese *1634 †1705 Maria Virginia Borghese          | 1.Agostino, I principe di Farnese *1634 †1705 Maria Virginia Borghese                          | 2.Sigismondo *1649 †1678 cardinale                                                             | 2.Sigismondo *1649 †1678 cardinale        |                                       |                                                                   |                                                                   |                                                                               |                                                                               |                      |                      |                    |                    |
|                                        |                                        |                                                                           |                                                                           |                                                       |                                                                                |                                                                                                |                                                                                                |                                           |                                       |                                                                   |                                                                   |                                                                               |                                                                               |                      |                      |                    |                    |
|                                        |                                        |                                                                           |                                                                           |                                                       |                                                                                |                                                                                                |                                                                                                |                                           |                                       |                                                                   |                                                                   |                                                                               |                                                                               |                      |                      |                    |                    |
|                                        | · Chigi Zondadari                      | · Chigi Zondadari                                                         |                                                                           |                                                       | Augusto, II principe di Farnese *1662 †1744 Eleonora Rospigliosi               | Augusto, II principe di Farnese *1662 †1744 Eleonora Rospigliosi                               |                                                                                                |                                           |                                       |                                                                   |                                                                   |                                                                               |                                                                               |                      |                      |                    |                    |
|                                        |                                        |                                                                           |                                                                           |                                                       |                                                                                |                                                                                                |                                                                                                |                                           |                                       |                                                                   |                                                                   |                                                                               |                                                                               |                      |                      |                    |                    |
|                                        |                                        |                                                                           |                                                                           |                                                       |                                                                                |                                                                                                |                                                                                                |                                           |                                       |                                                                   |                                                                   |                                                                               |                                                                               |                      |                      |                    |                    |
|                                        |                                        |                                                                           | Laura *1707 †1792 Gaetano Boncompagni Ludovisi                            | Laura *1707 †1792 Gaetano Boncompagni Ludovisi        | CHIGI DELLA ROVERE Agostino, III principe di Farnese *1710 †1760 Giulia Albani | CHIGI DELLA ROVERE Agostino, III principe di Farnese *1710 †1760 Giulia Albani                 | Flavio *1711 †1771 cardinale                                                                   | Flavio *1711 †1771 cardinale              |                                       |                                                                   |                                                                   |                                                                               |                                                                               |                      |                      |                    |                    |
|                                        |                                        |                                                                           |                                                                           |                                                       |                                                                                |                                                                                                |                                                                                                |                                           |                                       |                                                                   |                                                                   |                                                                               |                                                                               |                      |                      |                    |                    |
|                                        |                                        |                                                                           |                                                                           |                                                       |                                                                                |                                                                                                |                                                                                                |                                           |                                       |                                                                   |                                                                   |                                                                               |                                                                               |                      |                      |                    |                    |
|                                        |                                        |                                                                           |                                                                           |                                                       | Sigismondo, IV principe di Farnese *1736 †1793 Flaminia Odescalchi             |                                                                                                |                                                                                                |                                           |                                       |                                                                   |                                                                   |                                                                               |                                                                               |                      |                      |                    |                    |
|                                        |                                        |                                                                           |                                                                           |                                                       |                                                                                |                                                                                                |                                                                                                |                                           |                                       |                                                                   |                                                                   |                                                                               |                                                                               |                      |                      |                    |                    |
|                                        |                                        |                                                                           |                                                                           |                                                       |                                                                                |                                                                                                |                                                                                                |                                           |                                       |                                                                   |                                                                   |                                                                               |                                                                               |                      |                      |                    |                    |
|                                        |                                        |                                                                           |                                                                           | Flavia *1768 †1839 Filippo Caetani di Teano           | Flavia *1768 †1839 Filippo Caetani di Teano                                    | CHIGI ALBANI DELLA ROVERE Agostino, V principe di Farnese *1771 †1855 Amalia Colonna Barberini | CHIGI ALBANI DELLA ROVERE Agostino, V principe di Farnese *1771 †1855 Amalia Colonna Barberini |                                           |                                       |                                                                   |                                                                   |                                                                               |                                                                               |                      |                      |                    |                    |
|                                        |                                        |                                                                           |                                                                           |                                                       |                                                                                |                                                                                                |                                                                                                |                                           |                                       |                                                                   |                                                                   |                                                                               |                                                                               |                      |                      |                    |                    |
|                                        |                                        |                                                                           |                                                                           |                                                       |                                                                                |                                                                                                |                                                                                                |                                           |                                       |                                                                   |                                                                   |                                                                               |                                                                               |                      |                      |                    |                    |
|                                        |                                        |                                                                           |                                                                           |                                                       | Sigismondo, VI principe di Farnese *1798 †1877 Leopoldina Doria Pamphili       | Sigismondo, VI principe di Farnese *1798 †1877 Leopoldina Doria Pamphili                       | Flavio *1810 †1885 cardinale                                                                   | Flavio *1810 †1885 cardinale              |                                       |                                                                   |                                                                   |                                                                               |                                                                               |                      |                      |                    |                    |
|                                        |                                        |                                                                           |                                                                           |                                                       |                                                                                |                                                                                                |                                                                                                |                                           |                                       |                                                                   |                                                                   |                                                                               |                                                                               |                      |                      |                    |                    |
|                                        |                                        |                                                                           |                                                                           |                                                       |                                                                                |                                                                                                |                                                                                                |                                           |                                       |                                                                   |                                                                   |                                                                               |                                                                               |                      |                      |                    |                    |
|                                        |                                        |                                                                           | Teresa *1831 †1884 Giulio Torlonia                                        | Teresa *1831 †1884 Giulio Torlonia                    | Mario, VII principe di Farnese *1832 †1914 Antonietta Sayn Wittgenstein        | Mario, VII principe di Farnese *1832 †1914 Antonietta Sayn Wittgenstein                        | Virginia *1843 †1906 Guido Guidi di Bagno                                                      | Virginia *1843 †1906 Guido Guidi di Bagno |                                       |                                                                   |                                                                   |                                                                               |                                                                               |                      |                      |                    |                    |
|                                        |                                        |                                                                           |                                                                           |                                                       |                                                                                |                                                                                                |                                                                                                |                                           |                                       |                                                                   |                                                                   |                                                                               |                                                                               |                      |                      |                    |                    |
|                                        |                                        |                                                                           |                                                                           |                                                       |                                                                                |                                                                                                |                                                                                                |                                           |                                       |                                                                   |                                                                   |                                                                               |                                                                               |                      |                      |                    |                    |
| Agostino *1858 †1896 senza discendenza | Agostino *1858 †1896 senza discendenza | Ludovico, VIII principe di Farnese *1866 †1951 Anna Borghese Aldobrandini | Ludovico, VIII principe di Farnese *1866 †1951 Anna Borghese Aldobrandini |                                                       |                                                                                | Eleonora *1871 †1962 Enrico Incisa della Rocchetta                                             | Eleonora *1871 †1962 Enrico Incisa della Rocchetta                                             |                                           |                                       | Francesco *1881 †1953 1. Concetta Torlonia 2. Anna Maria Torlonia | Francesco *1881 †1953 1. Concetta Torlonia 2. Anna Maria Torlonia |                                                                               |                                                                               |                      |                      |                    |                    |
|                                        |                                        |                                                                           |                                                                           |                                                       |                                                                                |                                                                                                |                                                                                                |                                           |                                       |                                                                   |                                                                   |                                                                               |                                                                               |                      |                      |                    |                    |
|                                        |                                        |                                                                           |                                                                           |                                                       |                                                                                |                                                                                                |                                                                                                |                                           |                                       |                                                                   |                                                                   |                                                                               |                                                                               |                      |                      |                    |                    |
|                                        |                                        | Sigismondo, IX principe di Farnese *1894 †1982 Marian Berry               | Sigismondo, IX principe di Farnese *1894 †1982 Marian Berry               | 1.Olimpia *1920 Ferdinando Bisleti                    | 1.Olimpia *1920 Ferdinando Bisleti                                             | 1.Flavia Domitilla *1922 †1997 Carlo Nasalli Rocca di Corneliano                               | 1.Flavia Domitilla *1922 †1997 Carlo Nasalli Rocca di Corneliano                               | 2.Maria Immacolata *1926 ?                | 2.Maria Immacolata *1926 ?            | 2.Agnese *1927 †2002 ?                                            | 2.Agnese *1927 †2002 ?                                            | 2.Mario, XI principe di Farnese *1929 1. Ismene Larussa 2. Donatella del Core | 2.Mario, XI principe di Farnese *1929 1. Ismene Larussa 2. Donatella del Core | 2.Antonietta *1931 ? | 2.Antonietta *1931 ? | 2.Eleonora *1933 ? | 2.Eleonora *1933 ? |
|                                        |                                        |                                                                           |                                                                           |                                                       |                                                                                |                                                                                                |                                                                                                |                                           |                                       |                                                                   |                                                                   |                                                                               |                                                                               |                      |                      |                    |                    |
|                                        |                                        |                                                                           |                                                                           |                                                       |                                                                                |                                                                                                |                                                                                                |                                           |                                       |                                                                   |                                                                   |                                                                               |                                                                               |                      |                      |                    |                    |
|                                        |                                        | Agostino, X principe di Farnese *1929 †2002 senza discendenza             | Agostino, X principe di Farnese *1929 †2002 senza discendenza             |                                                       |                                                                                |                                                                                                |                                                                                                |                                           |                                       |                                                                   | 1.Hortensia *1963                                                 | 1.Hortensia *1963                                                             | 2.Flavio *1975                                                                | 2.Flavio *1975       |                      |                    |                    |

## Genealogia della famiglia Chigi
- Mario o Mariano Chigi, sposò Margherita Baldi
- Sigismondo Chigi, sposò Sulpizia Petrucci
- Agostino Chigi (1466-1520), sposò in prime nozze Margherita Saracini ed in seconde nozze Francesca Ordeaschi
- Mario Chigi (c. 1511 - ?), sposò in prime nozze Agnesa Bulgarini, in seconde nozze Claudia Colonna, in terze nozze Ortensia Ginucci
- Flavio Chigi (1559-1615), sposò Laura Marsili, fu padre tra gli altri di papa Alessandro VII
- Augusto Chigi (1595-1651), sposò Olimpia della Ciaia

### Principi di Farnese (dal 1659)
- Agostino Chigi (5 maggio 1634 - 1705), I principe di Farnese, sposò Maria Virginia Borghese
- Augusto Chigi (1662 - 1744), II principe di Farnese, sposò Eleonora Rospigliosi
- Agostino Chigi della Rovere (1710 - 1769), III principe di Farnese, sposò in prime nozze Anna Ruspoli ed in seconde nozze Giulia Augusta Albani
- Sigismondo Chigi Albani della Rovere (1736 - 1793), IV principe di Farnese, sposò Flaminia Odescalchi
- Agostino Chigi Albani della Rovere (1771 - 10 novembre 1855), V principe di Farnese, sposò Amalia Carlotta Barberini Colonna
- Sigismondo Chigi Albani della Rovere (14 agosto 1798 - 10 maggio 1877), VI principe di Farnese, sposò Leopoldina Doria Pamphilj Landi
- Mario Chigi Albani della Rovere (1832 - 1914), VII principe di Farnese, sposò Antonietta Chigi
- Ludovico Chigi Albani della Rovere (10 luglio 1866 - 14 novembre 1951), VIII principe di Farnese, Gran Maestro del Sovrano Militare Ordine di Malta, sposò Anna Aldobrandini
- Sigismondo Chigi Albani della Rovere (1894 - 1982), IX principe di Farnese, sposò Marian Berry
- Agostino Chigi Albani della Rovere (1929 – 2002), X principe di Farnese, scapolo e senza figli, che vendette al comune di Ariccia il Palazzo della famiglia.
- Mario Chigi Albani della Rovere (n. 1929), XI principe di Farnese, sposò in prime nozze Ismene Larussa Marzotto e in seconde nozze Donatella Flavia del Core; cugino del precedente

Erede presunto al titolo è il principe Flavio Chigi Albani della Rovere (n. 1975).